# Championnats d'Europe de skyrunning 2013
Navigation
2011 2015
Les Championnats d'Europe de skyrunning 2013 constituent la cinquième édition des championnats d'Europe de skyrunning, compétition internationale gérée par la fédération internationale de skyrunning. Ils ont lieu du 19 juin au 27 juillet 2013.
La Dolomites SkyRace accueille les épreuves de kilomètre vertical sur son parcours de 2,6 km le 19 juillet ainsi que l'épreuve de SkyRace sur la course principle de 22 km et +/-1 750 m de dénivelé le 21 juillet. À l'instar de la Skyrunner World Series 2012, l'édition 2013 voit l'ajout d'une épreuve Ultra SkyMarathon couru le 27 juillet dans le cadre du Trans d'Havet et son parcours de 80 km comprenant 5 500 m de dénivelé positif cumulé.

## Résultats

### Kilomètre vertical
Inscrit à la dernière minute, le Colombien Saúl Antonio Padua vient jouer les troubles-fête, bien qu'il ne soit pas éligible au championnat. Il prend un départ canon mais finit par ralentir et termine à la quatorzième place. Les Italiens Urban Zemmer et Philip Götsch prennent alors les commandes de la course mais Kílian Jornet les double à 300 m de l'arrivée pour remporter le titre. Antonella Confortola s'empare des commandes de la course féminine, suivie par Emelie Forsberg qui fait ses débuts en kilomètre vertical. L'Italienne impose son rythme et franchit la ligne d'arrivée avec 2 minutes d'avance sur la Suédoise. La troisième marche du podium fait l'objet d'un duel serré entre Silvia Serafini et Iva Milesová. La Tchèque fait la différence dans les derniers 100 mètres pour s'emparer du bronze.
| Rang               | Athlète           | Temps       |
| ------------------ | ----------------- | ----------- |
| Médaille d'or      | Kílian Jornet     | 32 min 43 s |
| Médaille d'argent  | Urban Zemmer      | 32 min 50 s |
| Médaille de bronze | Philip Götsch     | 32 min 54 s |
| 4                  | Nejc Kuhar        | 34 min 25 s |
| 5                  | Mathéo Jacquemoud | 35 min 4 s  |
| 6                  | Alexis Sévennec   | 35 min 8 s  |
| 7                  | David Schneider   | 35 min 21 s |
| 8                  | Tadei Pivk        | 35 min 25 s |
| 9                  | Marco Moletto     | 35 min 35 s |
| 10                 | Agustí Roc        | 36 min 5 s  |

| Rang               | Athlète              | Temps       |
| ------------------ | -------------------- | ----------- |
| Médaille d'or      | Antonella Confortola | 41 min 2 s  |
| Médaille d'argent  | Emelie Forsberg      | 43 min 1 s  |
| Médaille de bronze | Iva Milesová         | 43 min 9 s  |
| 4                  | Silvia Serafini      | 43 min 18 s |
| 5                  | Francesca Rossi      | 43 min 44 s |
| 6                  | Maite Maiora         | 44 min 33 s |
| 7                  | Elena Kravchenko     | 44 min 40 s |
| 8                  | Céline Lafaye        | 45 min 4 s  |
| 9                  | Andrea Reithmayer    | 45 min 6 s  |
| 10                 | Jennifer Fiechter    | 45 min 17 s |

### SkyRace
Deux jours après sa victoire sur le kilomètre vertical des Dolomites, Kílian Jornet s'élance en favori sur la SkyRace. Il doit cependant s'accrocher pour suivre Marco De Gasperi qui impose un rythme soutenu. Kílian parvient à le doubler dans le sprint final et remporte la victoire avec seulement 3 secondes d'avance. Il établit un nouveau record du parcours en 2 h 0 min 11 s. Tadei Pivk complète le podium avec 3 minutes de retard sur le duo de tête. La Suédoise Emelie Forsberg mène confortablement la course féminine et s'impose avec 10 minutes d'avance sur l'Italienne Silvia Serafini. Le podium est complété par Nuria Domínguez Azpeleta.
| Rang               | Athlète            | Temps           |
| ------------------ | ------------------ | --------------- |
| Médaille d'or      | Kílian Jornet      | 2 h 0 min 11 s  |
| Médaille d'argent  | Marco De Gasperi   | 2 h 0 min 14 s  |
| Médaille de bronze | Tadei Pivk         | 2 h 4 min 10 s  |
| 4                  | Ionuț Zincă        | 2 h 7 min 26 s  |
| 5                  | Alexis Sévennec    | 2 h 7 min 58 s  |
| 6                  | Kiril Nikolov      | 2 h 10 min 29 s |
| 7                  | Alfredo Gil García | 2 h 11 min 14 s |
| 8                  | Pascal Egli        | 2 h 11 min 52 s |
| 9                  | Mathéo Jacquemoud  | 2 h 12 min 3 s  |
| 10                 | Nicola Golinelli   | 2 h 12 min 9 s  |

| Rang               | Athlète                  | Temps           |
| ------------------ | ------------------------ | --------------- |
| Médaille d'or      | Emelie Forsberg          | 2 h 26 min 52 s |
| Médaille d'argent  | Silvia Serafini          | 2 h 36 min 55 s |
| Médaille de bronze | Nuria Domínguez Azpeleta | 2 h 37 min 41 s |
| 4                  | Maite Maiora             | 2 h 37 min 58 s |
| 5                  | Dominika Wiśniewska      | 2 h 40 min 30 s |
| 6                  | Anna Celińska            | 2 h 40 min 59 s |
| 7                  | Stéphanie Jiménez        | 2 h 41 min 38 s |
| 8                  | Debora Cardone           | 2 h 42 min 2 s  |
| 9                  | Céline Lafaye            | 2 h 43 min 29 s |
| 10                 | Nadia Scola              | 2 h 44 min 36 s |

### Ultra SkyMarathon
Les Catalans Luis Alberto Hernando et Kílian Jornet s'emparent des commandes de la course et alternent en tête. Ils courent l'essentiel de la course ensemble puis terminent ex aequo en 8 h 59 min 47 s, battant le record du parcours. Le Hongrois Csaba Németh complète le podium avec 45 minutes de retard. Kílian décroche ainsi le titre dans les trois disciplines. Déjà championne de la SkyRace, Emelie Forsberg domine la course féminine qu'elle remporte avec plus de 10 minutes d'avance sur ses poursuivantes, remportant le titre de championne d'Ultra SkyMarathon. Les Espagnoles Núria Picas et Uxue Fraile complètent le podium.
| Rang               | Athlète               | Temps            |
| ------------------ | --------------------- | ---------------- |
| Médaille d'or      | Luis Alberto Hernando | 8 h 59 min 47 s  |
| Médaille d'or      | Kílian Jornet         | 8 h 59 min 47 s  |
| Médaille de bronze | Csaba Németh          | 9 h 43 min 25 s  |
| 4                  | Patrick Bohard        | 9 h 55 min 23 s  |
| 5                  | Arnau Julià Bonmatí   | 10 h 1 min 0 s   |
| 6                  | Remigio Queral        | 10 h 1 min 21 s  |
| 7                  | Stefano Ruzza         | 10 h 16 min 22 s |
| 8                  | Józef Pawlica         | 10 h 16 min 39 s |
| 9                  | Miklós Kiss           | 10 h 20 min 18 s |
| 10                 | Zigor Iturrieta       | 10 h 24 min 29 s |

| Rang               | Athlète             | Temps            |
| ------------------ | ------------------- | ---------------- |
| Médaille d'or      | Emelie Forsberg     | 10 h 21 min 33 s |
| Médaille d'argent  | Núria Picas         | 10 h 33 min 34 s |
| Médaille de bronze | Uxue Fraile         | 10 h 34 min 21 s |
| 4                  | Nuria Domínguez     | 10 h 38 min 20 s |
| 5                  | Federica Boifava    | 11 h 12 min 53 s |
| 6                  | Ildikó Wermescher   | 11 h 42 min 18 s |
| 7                  | Anna Straková       | 12 h 30 min 1 s  |
| 8                  | Teresa Nimes Perez  | 12 h 44 min 7 s  |
| 9                  | Olga Mankó          | 12 h 50 min 59 s |
| 10                 | Rosario Adrian Caro | 13 h 12 min 5 s  |

### Nations
| Rang               | Pays    | Total |
| ------------------ | ------- | ----- |
| Médaille d'or      | Espagne | 900   |
| Médaille d'argent  | Italie  | 862   |
| Médaille de bronze | France  | 554   |